# Дуланто, Альфонсо
Альфонсо Дуланто (исп. Alfonso Dulanto; 22 июля 1969, Лима) — перуанский футболист.

## Биография

### Клубная карьера
Большую часть карьеры за исключением двух с половиной сезонов провёл на родине, трижды становился чемпионом Перу в составе клуба «Университарио». В первой половине сезона 1995/96 был игроком испанского клуба «Мерида», в составе которого сыграл 11 матчей в Ла Лиге, однако зимой вернулся в перуанский «Университарио», где выступал до лета 1996 года. В сезоне 1996/97 Дуланто был игроком мексиканского клуба «УНАМ Пумас», за который сыграл 27 матчей в высшей лиге, а сезон 1997/98 провёл в чемпионате Кипра, где сыграл 17 матчей за местный АПОЭЛ. Завершил игровую карьеру в 2005 году, его последним клубом был перуанский «Универсидад Сан-Мартин».

### Карьера в сборной
Дебютировал за сборную Перу 5 мая 1994 года в товарищеском матче со сборной Гондураса, в котором вышел на замену после перерыва. Всего провёл за сборную 25 матчей, был участником двух розыгрышей Кубка Америки. В 1995 году занял со сборной последнее место в группе, набрав 1 очко, а в 1997 году перуанцы неожиданно стали четвёртыми, победив в 1/4 финала сборную Аргентины 2:1, но затем уступив в полуфинале Бразилии со счётом 0:7 и со счётом 0:1 Мексике в матче за третье место.

## Достижения
«Университарио»
- Чемпион Перу (3): 1992, 1993, 1999

## Личная жизнь
Сын Густаво (р. 1995) также стал профессиональным футболистом.